# A Fővárosi Állat- és Növénykert Tejcsarnoka
A Tejcsarnok a budapesti Fővárosi Állat- és Növénykert egyik épülete.

## Története
Az eredeti Tejcsarnok a Nagyszikla egyik kiugró párkányára épült Kós Károly és Zrumeczky Dezső tervei alapján 1912-ben népies stílusban. Az épület egyfajta vendéglátó létesítményként működött, célja pedig az volt, hogy a tejfogyasztást, az egészséges táplálkozást népszerűsítse. A Nagyszikla alján legelésző kecskék tejét lehetett benne megkóstolni. Az eredeti Tejcsarnok az 1940-es évekig üzemelt. Ezt követően bezárt, majd 1970-ben elbontották. A Nagyszikla felújítása idején merült fel az újraépítése. Ez végül Kis Péter közreműködésével meg is valósult 2006–2008-ban, aki felhasználta Kós Károly és Zrumeczky Dezső eredeti terveit. Az épületben került kialakításra a nyáron működő Varázsbüfé, illetve oktatási célokra is használják.

## Képtár

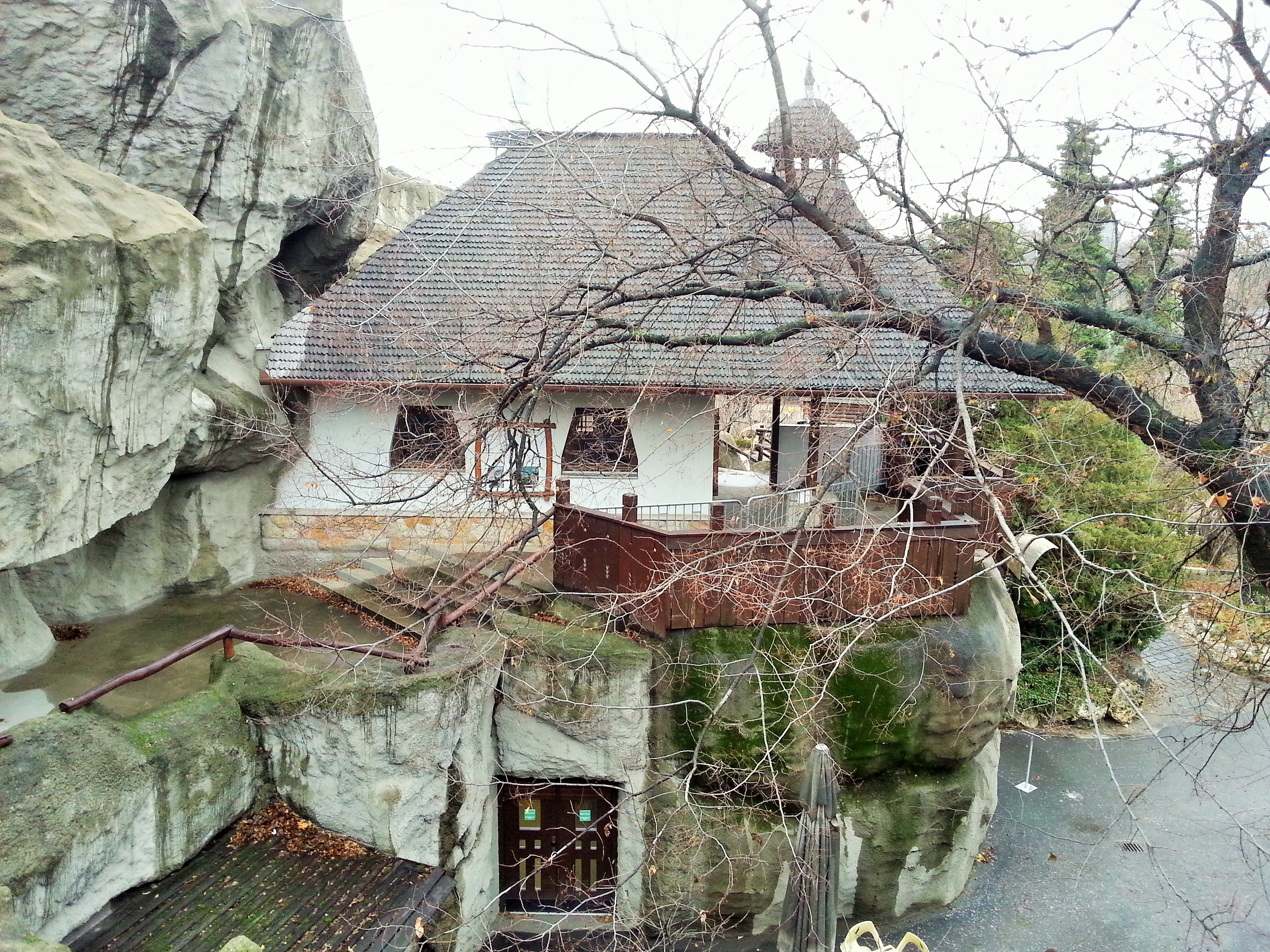
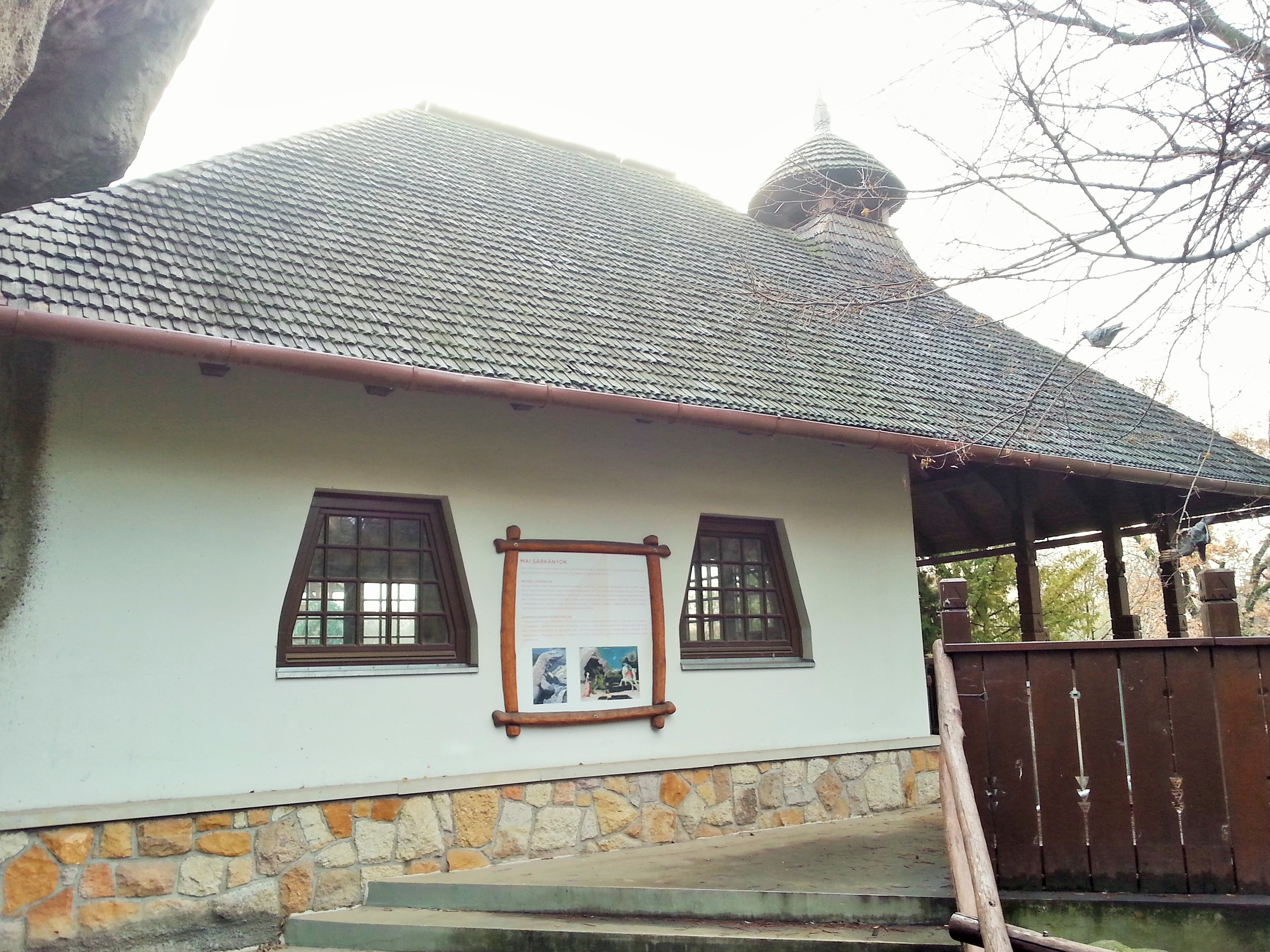
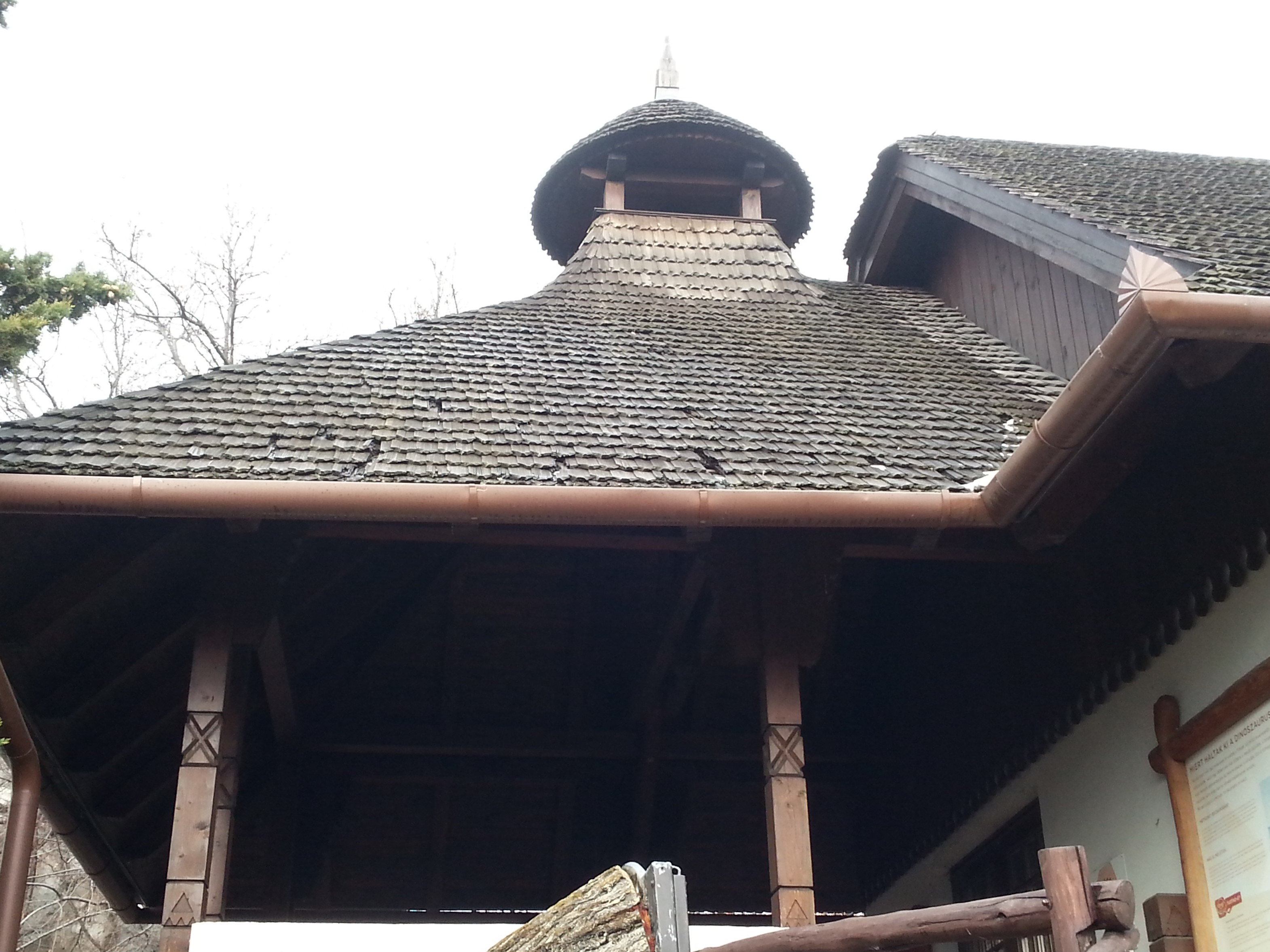
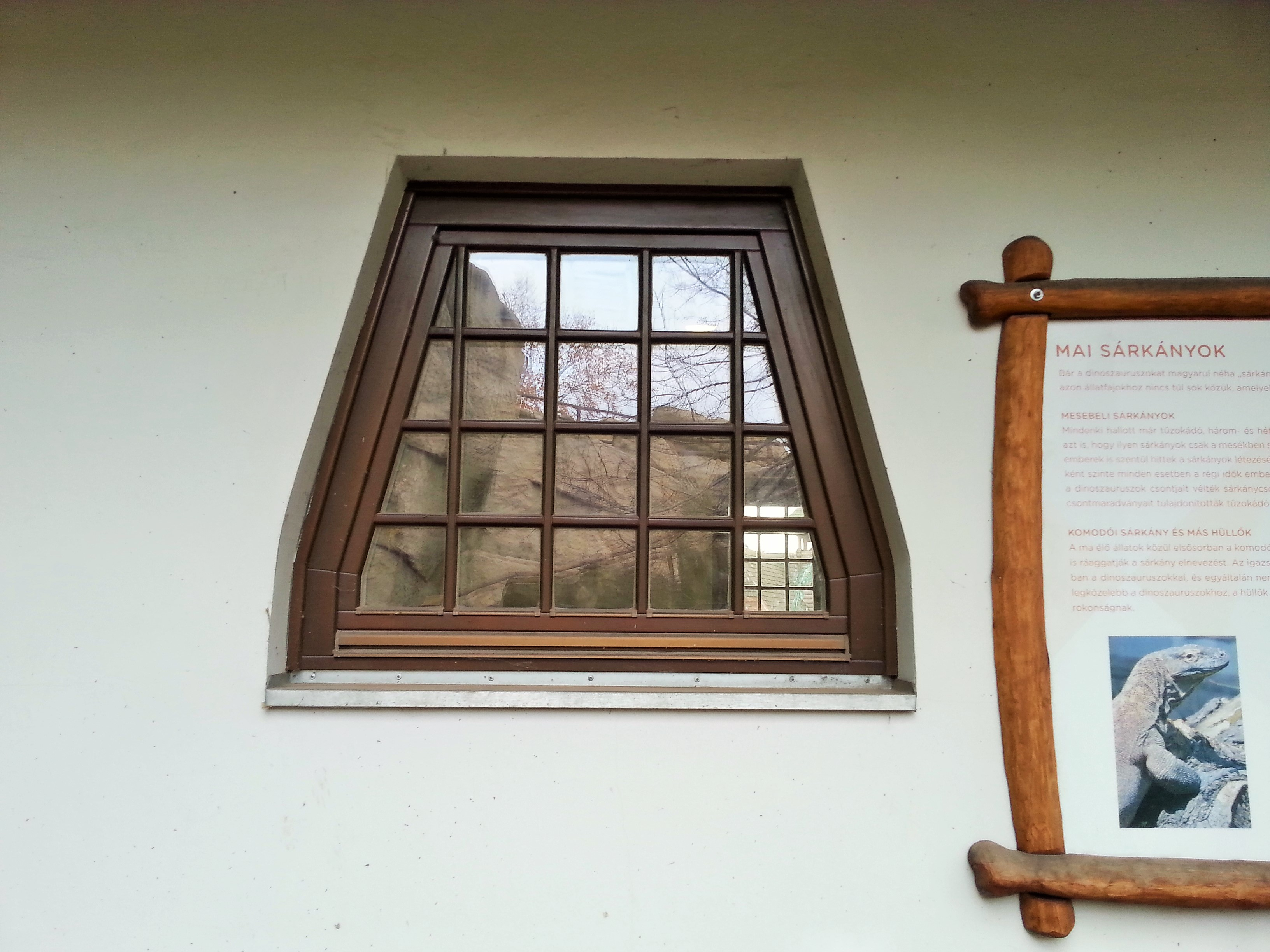
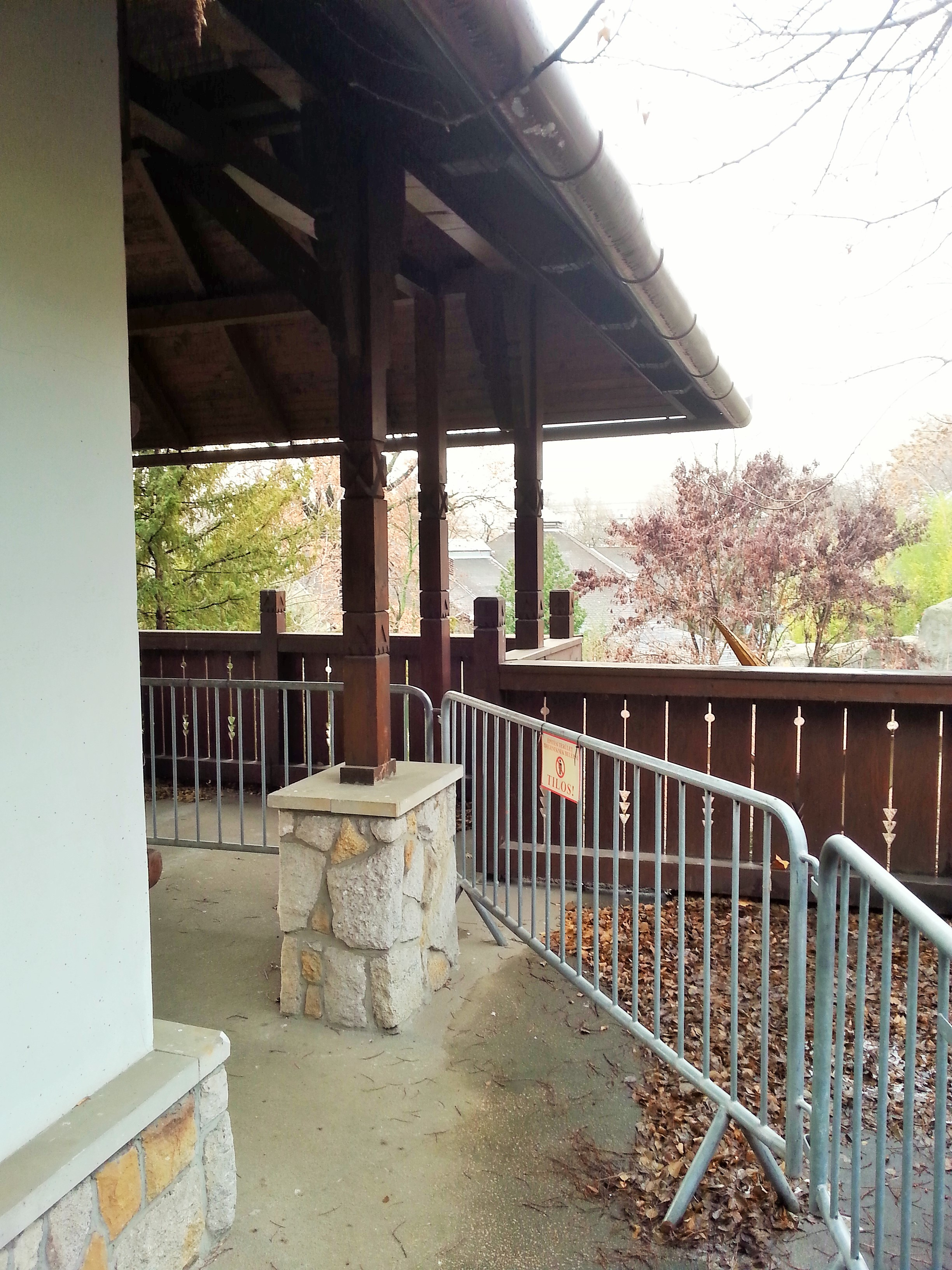
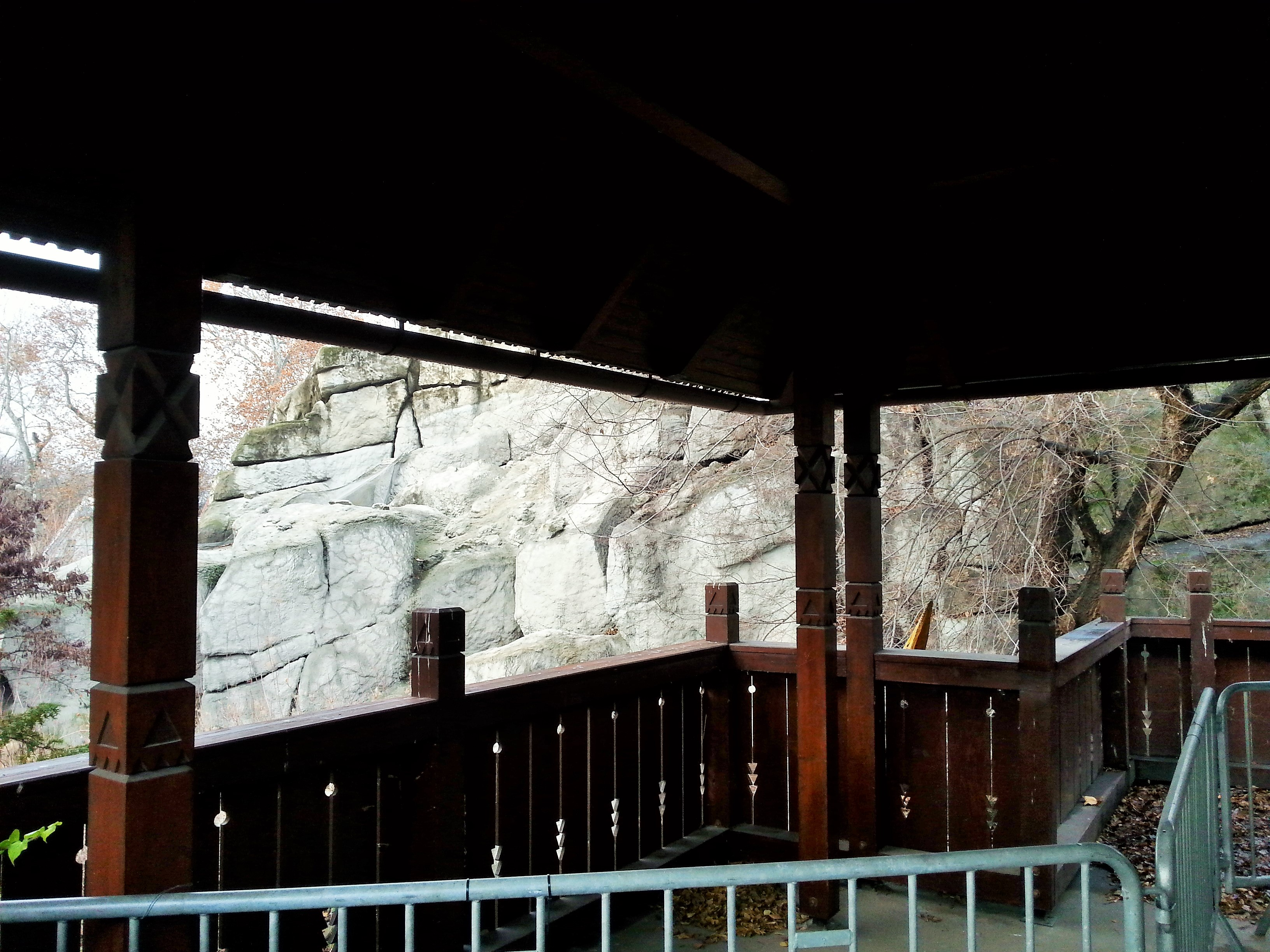
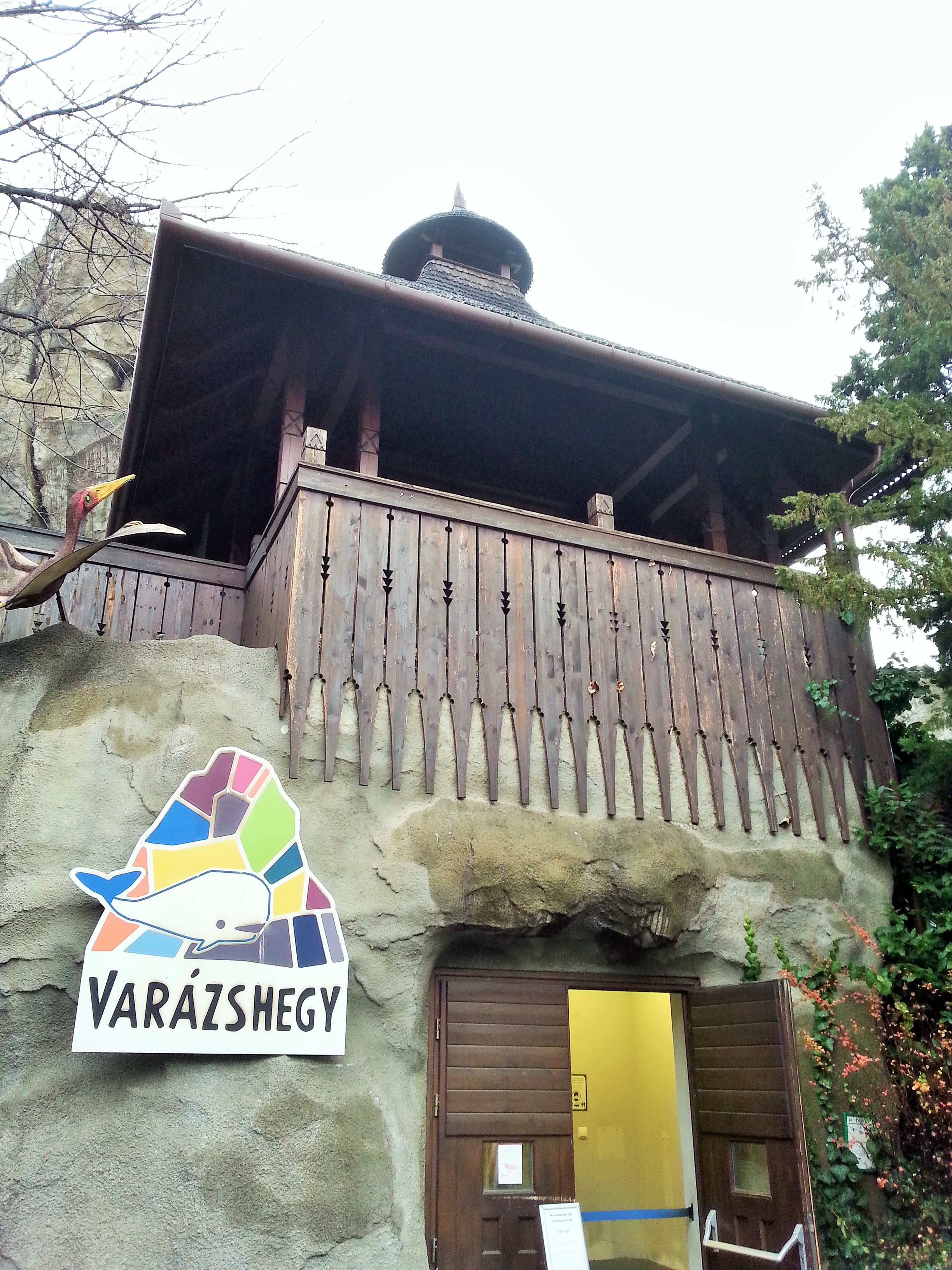
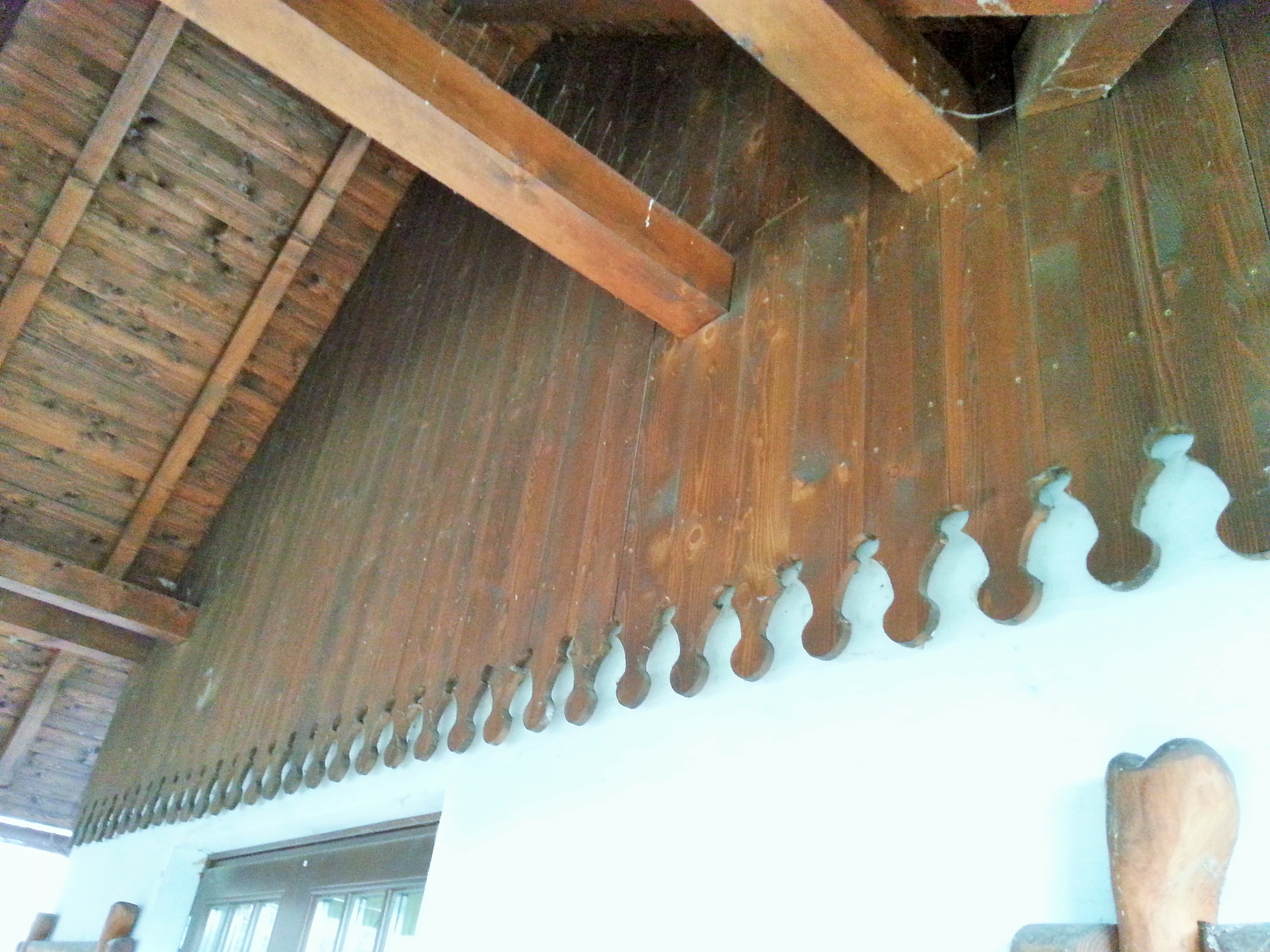
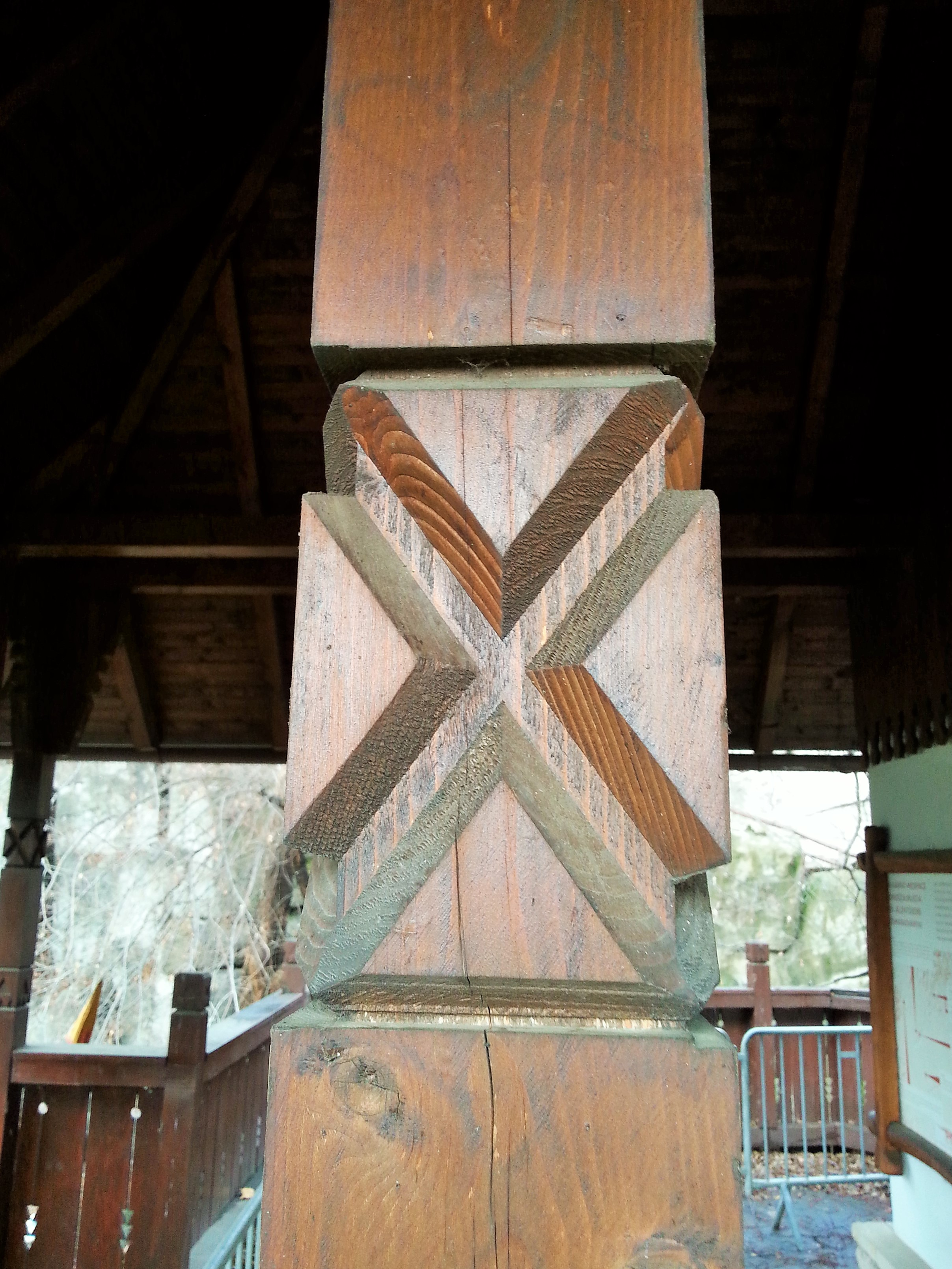